# 小林裕和 (セパタクロー選手)
小林 裕和（こばやし ひろかず、1986年5月26日 -  ）は、日本のセパタクロー選手である。長野県須坂市出身、身長176cm、体重69kg。

## 来歴
松商学園高校ではサッカー部に所属し、インターハイ出場やドイツへの単身サッカー留学を経験。1年先輩にJリーグ・サガン鳥栖所属の高橋義希がいる。
日本体育大学に進学すると友人の誘いでセパタクロー同好会に入会、大学2年時にジュニアオリンピックで優勝し個人MVPを獲得するなど活躍。
日体大卒業後はSC TOKYOに所属し、2008年8月には本場タイの各地を2週間にわたり転戦。2009年5月の代表選考会で日本代表に初選出。当初のポジションはトサーだったが、2009年頃サーバーに転向。2014年A.S.WAKABAに移籍。

## 主な戦績

### 国内大会
2013年
- 第11回新潟オープン選手権大会スーパーディヴィジョン優勝
- 第24回全日本選手権大会スーパーディヴィジョン3位

2014年
- 第12回新潟オープン選手権大会スーパーディヴィジョン優勝
- 第25回全日本選手権大会スーパーディヴィジョン3位

2015年
- 第26回全日本選手権大会スーパーディヴィジョン3位

2016年
- 第27回全日本選手権大会スーパーディヴィジョン優勝

### 国際大会
2009年
- 第24回キングスカップ世界選手権大会出場

2012年
- 第27回キングスカップ世界選手権大会ダブル種目銅メダル

2013年
- 第28回キングスカップ世界選手権大会出場

2014年
- 仁川アジア競技大会出場

2015年
- ISTAF SuperSeries Finals Thailand 2015出場
- 2014/2015 ISTAF SuperSeries マレーシアラウンド出場

- 第30回キングスカップ世界選手権大会出場

2016年
- 5 Nations Sepaktakraw Championship 2016ダブル種目銅メダル